# Consenvoye
Consenvoye é uma comuna francesa na região administrativa de Grande Leste, no departamento de Meuse. Estende-se por uma área de 15,85 km². Em 2010 a comuna tinha 314 habitantes (densidade: 19,8 hab./km²).